# Alcistene
Alcístene foi uma pintora grega mencionada por Plínio, o Velho, que a figura entre as mais notáveis pintoras gregas, citando uma de suas obras, representando uma pessoa dançando.